# Oude Leede
Oude Leede est un hameau situé dans la commune néerlandaise de Pijnacker-Nootdorp, dans la province de la Hollande-Méridionale. Le 1er janvier 2004, le hameau comptait 793 habitants.